# Herrenkrugsteg
Der Herrenkrugsteg ist eine Brücke, die im Norden Magdeburgs die Elbe und das eingedeichte Vorland sowie den Schleusenkanal überspannt. Das im Grundriss s-förmig verlaufende Bauwerk verbindet den Herrenkrugpark auf der Ostseite mit dem Stadtteil Magdeburg-Industriehafen im Westen. Die Fuß- und Radwegbrücke entstand anlässlich der Bundesgartenschau von 1999.
Der insgesamt 615 m lange Brückenzug besteht im Strombereich aus einer ungewöhnlich gestalteten, 250 m langen Hängebrücke, die mit einer Mittelstützweite von 145 m die Elbe überspannt. Getragen wird der Überbau durch zwei 27 m hohe Pylonstiele, die aus drei im Dreieck angeordneten Stahlrohren bestehen, welche an fünf Stellen miteinander verbunden sind und an beiden Enden zusammenlaufen. Die schräg stehenden Pylone sind wechselnd versetzt seitlich neben dem Überbau angeordnet und am Kopf durch Seile abgespannt. Das Gewicht des Überbaus hängt an zwei 12 cm dicken Tragseilen, die über die Pylone verlaufen und im nächsten Pfeilerkopf rückverankert sind.
Der Überbau der Hängebrücke mit einer 3,9 m breiten Fahrbahn weist eine 30 cm dicke und 5,3 m breite Stahlbetonplatte auf. Diese besteht aus 15 cm dicken Halbfertigteilen, die über die Elbe angeliefert, hochgezogen und an den Hängern befestigt wurden, sowie einer 15 cm dicken Ortbetonschicht.